# Шарма, Шивкумар
Пандит Шивкумар Шарма (хинди शिवकुमार शर्मा; 13 января 1938, Джамму, Джамму и Кашмир, Британская Индия — 10 мая 2022, Мумбаи) — индийский композитор и классический музыкант, игравший на сантуре и табле. За вклад в искусство отмечен высшими гражданскими орденами страны — Падма Шри и Падма Вибхушан.
Вместе с флейтистом Харипрасадом Чаурасией образовывал дуэт композиторов Шив-Хари, сочинявший музыку для фильмов на хинди.

## Биография
Родился 13 января 1938 года в Джамму в семье Пандита Умы Датта Шармы и Кесар Деви. Его отец был классическим музыкантом, родившемся в семье королевских священников махараджи Джамму и Кашмира. Шивкумар начал брать уроки пения и игры на табле у своего отца в возрасте 5 лет и сразу же стал подавать надежды. К 12 годам он был опытным исполнителем, выступал на Radio Jammu и аккомпанировал ведущим музыкантам, посещавшим город. 
Отец Шивкумара в 1950-х годах работал на руководящей должности на Всеиндийском радио в Сринагаре и обратил внимание на сантур, который был мало известен за пределами Кашмира, и то, как на нём можно играть музыку хиндустани. Он сам внёс некоторые изменения в инструмент и захотел, чтобы его сын постоянно занимался им. На тот момент Шивкумару было 14 лет, и он впервые услышал сантур всего два года до этого. Сначала он не был в восторге от этой идеи, но его отец настоял.  
В 1955 году Шарма дал свое первое крупное публичное выступление, играя на сантуре. Хотя он получил похвалу от более прогрессивных слушателей, он подвергся критике со стороны многих традиционалистов, которые считали, что сантур плохо подходит для изменения высоты звука и других мелодических нюансов музыки хиндустани. В ответ на негативные отзывы Шарма увеличил мелодический диапазон инструмента, изменил расположение и настройку струн, а также переработал свою технику игры, чтобы добиться более устойчивого звука, напоминающего тон и гибкость человеческого голоса. В результате его неустанных усилий и технической виртуозности сантур постепенно получил признание, и к концу XX века инструмент прочно вошел в традицию хиндустани.
В 1966 году Шарма женился на девушке по имени Манорама. Это был традиционный для Индии брак по договорённости семей. У пары было двое сыновей, младший из которых, Рахул (род. 1972) также играет на сантуре.
Шарма выпустил множество альбомов музыки хиндустани, сыгранной на сантуре, в том числе The Last Word in Santoor (2009), а также множество экспериментальных работ, таких как The Elements: Water (1995), которые были исполнены в плавном и успокаивающем стиле музыки нью-эйдж. Он также записал музыку к нескольким фильмам, в том числе «Любовная связь» (1981) и «Чандни» (1989).
За свой уникальный вклад в индийскую музыку он получил премию Академии Сангит Натак в 1986 году. Он также был удостоен двух высших гражданских наград страны: Падма Шри (1991) и Падма Вибхушан (2001). В 2002 году Шарма опубликовал свою автобиографию «Journey with a Hundred Strings: My Life in Music», написанную совместно с Иной Пури.
В последние годы жизни Шарма страдал от болезни почек и находился на диализе. Он скончался 10 мая 2022 года в своем доме в Мумбаи в возрасте 84 года из-за остановки сердца.